# Aktienbrauerei Kaufbeuren
 (avril 2021).
Si vous disposez d'ouvrages ou d'articles de référence ou si vous connaissez des sites web de qualité traitant du thème abordé ici, merci de compléter l'article en donnant les références utiles à sa vérifiabilité et en les liant à la section « Notes et références ».
Aktienbrauerei Kaufbeuren est une brasserie à Kaufbeuren.

## Histoire

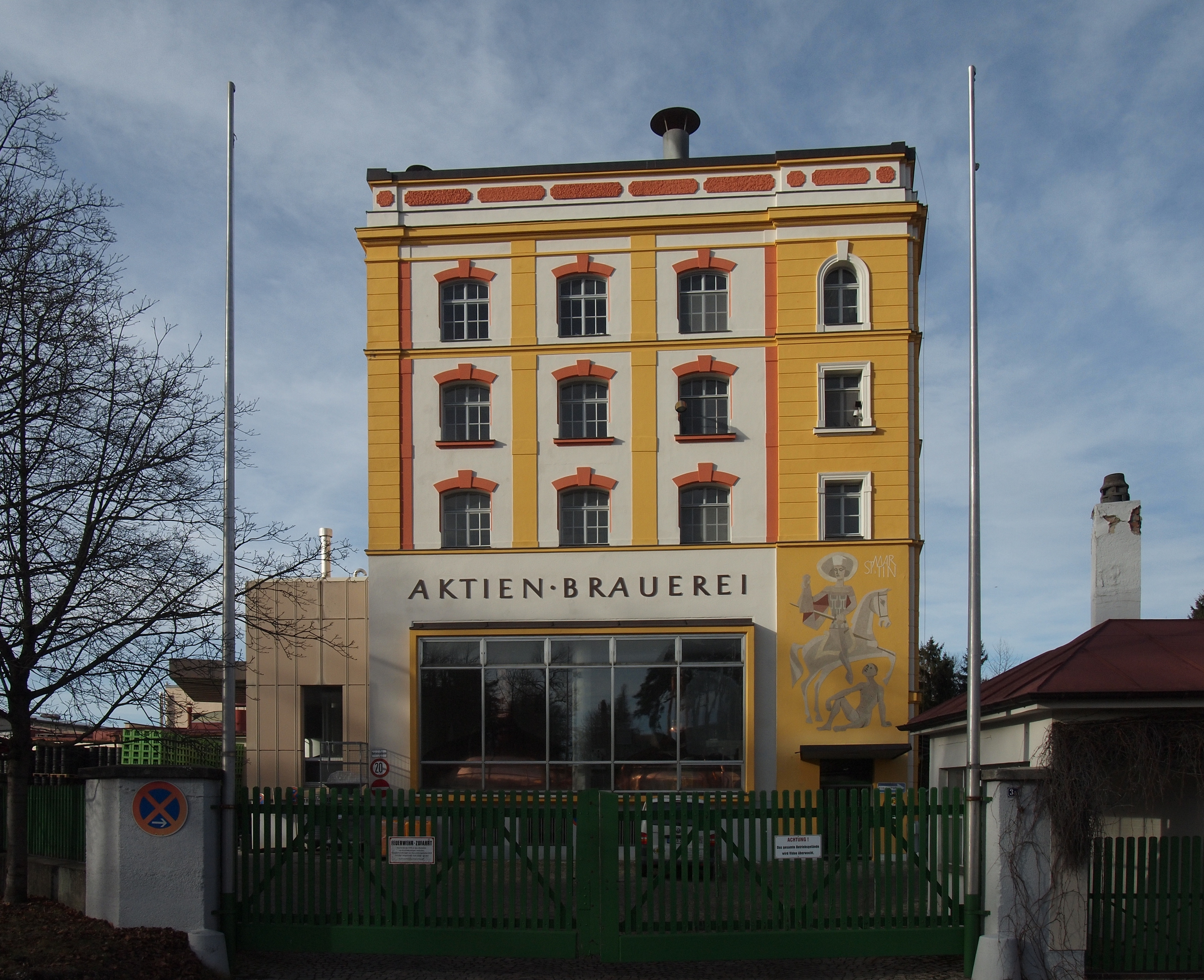
Ancienne maison de brassage

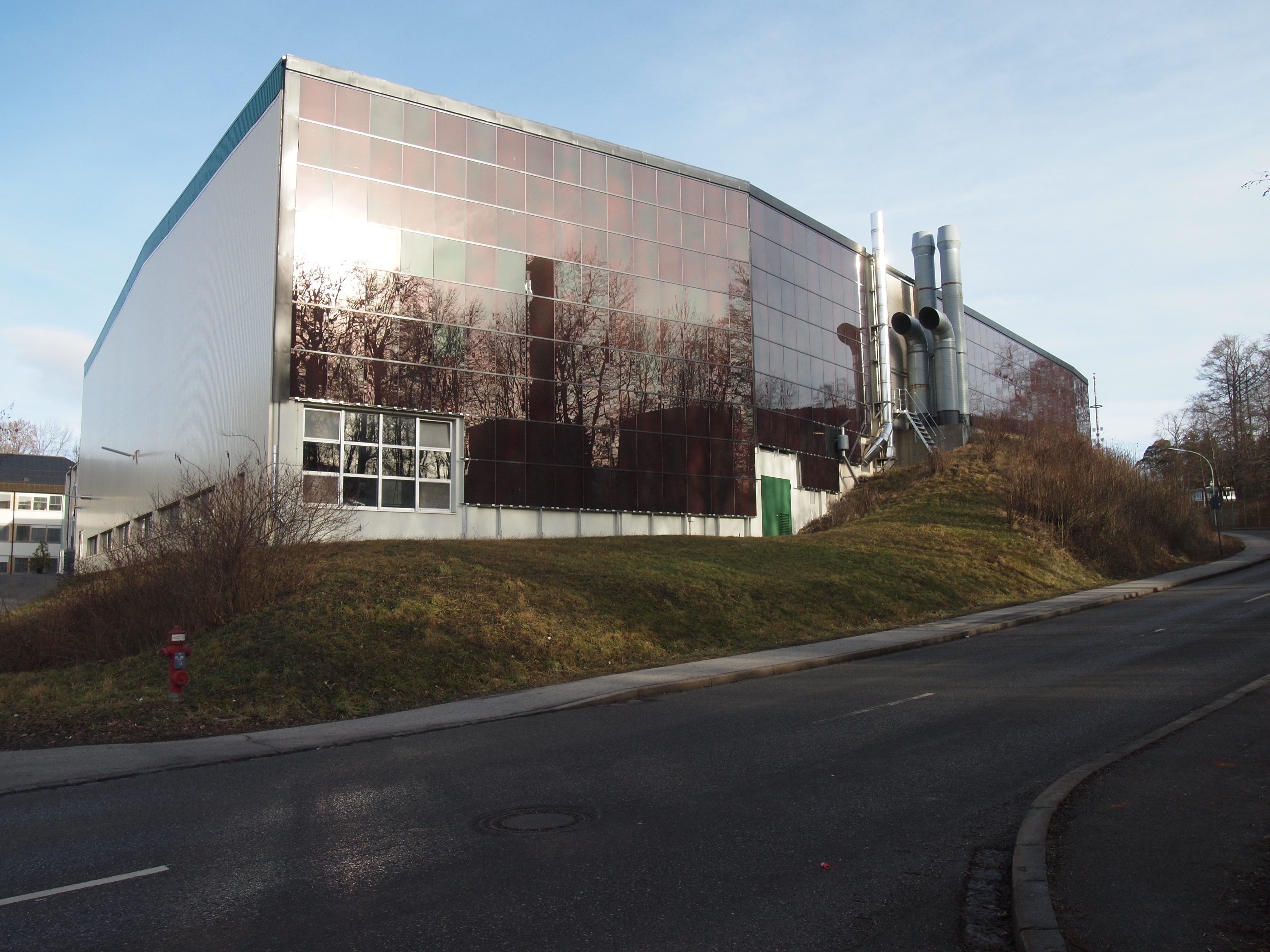
Nouvelle maison de brassage

En 1308, un document dit qu'un certain Heinrich le Twinger, citoyen de Buron (Kaufbeuren), fait comme seul héritier l'hôpital du Saint-Esprit de la ville. Il hérite notamment de sa brasserie.
En 1807, le siège actuel d'exploitation est créé par la construction d'une cave à bière à la place du Tänzelhölzchen. Le 17 mars 1885, la brasserie, succédant à la brasserie Zur Traube de Gustav Walch, est transformée en Actienbrauerei zur Traube. En 1907, elle fusionne avec la Löwen-Brauerei E. Wiedemann et la société est initialement renommée Aktienbrauerei Traube et Leo. En 1920, elle prend le nom d'Aktienbrauerei Kaufbeuren. Quelques années plus tard, elle acquiert la majorité de Lammbrauerei Aktiengesellschaft à Mindelheim.
En 1958, elle commence à produire des boissons sans alcool.
En 1997, le dernier concurrent local, la Rosen-Brauerei, est repris.
Après de multiples changements de direction et de grands actionnaires au début des années 2000 (Allgäuer Getränke Beteiligungs GmbH & Co. KG, Klaus Rübelmann avec Interbrau Finanz-Consult GmbH, Jens Schleifenbaum, Sparkasse Reutte puis le Viennois Ahmed & Mayer Global Trade Handelsgesellschaft mbH), avec une perte annuelle de plus de 600 000 euros en 2004-2005, en novembre 2006, les frères Hans-Theodor et Peter Ralf Stritzl (notamment les anciens actionnaires d'ewt multimedia) prennent une possession majoritaire (91,5% des actions) par leur société Hopfen & Malz GbR basée à Augsbourg.
En 2013, l'activité brassicole est reprise par la société d'exploitation ABK d'Aktienbrauerei Kaufbeuren GmbH. L'Aktienbrauerei Kaufbeuren AG en détient 45%. Les 55% restants sont la propriété de la société d'investissement britannique ROK Stars PLC fondée par le milliardaire américain John Paul DeJoria. ROK Stars prévoit de doubler ses ventes de bière grâce à l'internationalisation. En septembre 2017, John Paul DeJoria acquiert également Aktienbrauerei Kaufbeuren AG par l'intermédiaire de sa société d'investissement JP's Nevada Trust.

## Production
Aktienbrauerei Kaufbeuren brasse des bières de recette régionale traditionnelle comme la Helles et la Weißbier, mais aussi la pils. Une particularité est le Buronator, une bock.
Les boissons sans alcool comme le Spezi, la limonade, l'eau gazeuse ou le jus de fruits sont produites sous la marque Leo.